# یان تالتس
یان تالتس (استونیایی: Jaan Talts؛ زادهٔ ۱۹ مهٔ ۱۹۴۴) یک وزنه‌بردار اهل استونی است.
از افتخارات وی به عنوان نماینده کشور شوروی میتوان به کسب مدال طلا وزن ۱۱۰ کیلوگرم وزنه‌برداری در بازی‌های المپیک تابستانی ۱۹۷۲ و مدال نقره وزن ۹۰ کیلوگرم در بازی‌های المپیک تابستانی ۱۹۶۸ اشاره کرد.
نام تالتس در سال ۱۹۹۸ در تالار افتخارات فدراسیون جهانی وزنه‌برداری ثبت شده است، وی از سال ۱۹۹۵ تا ۱۹۹۶ عضو مجلس استونی بوده است.